# Hněvošice
Hněvošice är en ort i Tjeckien. Den ligger i den östra delen av landet, 260 km öster om huvudstaden Prag. Hněvošice ligger 255 meter över havet och antalet invånare är 1 028.
Terrängen runt Hněvošice är platt. Runt Hněvošice är det tätbefolkat, med 308 invånare per kvadratkilometer. Närmaste större samhälle är Opava, 10,4 km sydväst om Hněvošice. Trakten runt Hněvošice består till största delen av jordbruksmark.